# Apodemus sylvaticus
Il topo selvatico (Apodemus sylvaticus Linnaeus, 1758) è un mammifero roditore della famiglia dei Muridi. Specie molto comune e ampiamente diffusa, vive in gran parte dell'Europa occidentale, spesso in vicinanza dell'uomo, ed è talvolta considerato nocivo.

## Distribuzione e habitat
Il topo selvatico è diffuso, con numerose sottospecie (Apodemus sylvaticus arianus, Apodemus sylvaticus callipides, Apodemus sylvaticus ciscaucasicus, Apodemus sylvaticus dichrurus, Apodemus tauricus geminae, Apodemus sylvaticus microtis, Apodemus sylvaticus milleri, Apodemus sylvaticus orestes, Apodemus sylvaticus sylvaticus, Apodemus sylvaticus tauricus, Apodemus sylvaticus tscherga) in un'area che dalla Penisola Iberica si estende a nord sino alla Scandinavia e a est alla Bielorussia e all'Ucraina. È inoltre presente in alcune regioni dell'Africa settentrionale, sulle montagne del Marocco, dell'Algeria e della Tunisia, nonché in Inghilterra, Irlanda, Islanda e in numerose isole del Mediterraneo.
In Italia sono presenti, oltre alla sottospecie nominale (diffusa nel Triveneto), anche le sottospecie dichrurus (zona centro-settentrionale del Paese) e milleri (Meridione): molte popolazioni insulari di questi animali, precedentemente ascritte come sottospecie a sé stanti (come hermani su Pantelleria e ilvanus sull'Isola d'Elba), sono state riclassificate dopo un esame del DNA come semplici popolazioni di A. sylvaticus milleri. Questa specie è fra quelle presenti da più lungo tempo nella penisola italiana: la sua presenza è attestata già a partire dal Pleistocene. Mentre la popolazione siciliana di questi animali si è impiantata spontaneamente sull'isola grazie alle frequenti connessioni di quest'ultima con la terraferma, la popolazione sarda di topo selvatico è frutto di un'introduzione involontaria da parte delle prime popolazioni che si stabilirono sull'isola.
Nonostante il nome, preferisce vivere tra le siepi, piuttosto che in aree boschive. Questi animali si adattano comunque a qualsiasi biotopo che comprenda una seppur rada copertura vegetale, e li si può perciò trovare in una grande varietà di ambienti, dal livello del mare al limite superiore della vegetazione boschiva: frequente è la loro presenza in zone rurali o nelle pinete, anche nelle immediate vicinanze delle abitazioni od addirittura all'interno di esse, mentre nelle aree collinari la specie cede solitamente il passo all'affine Apodemus flavicollis.

## Descrizione

### Dimensioni
Il topo selvatico è lungo, testa e corpo, quasi 9 cm, cui si somma la coda, che è pressappoco della stessa lunghezza; pesa circa 18 g.

### Aspetto

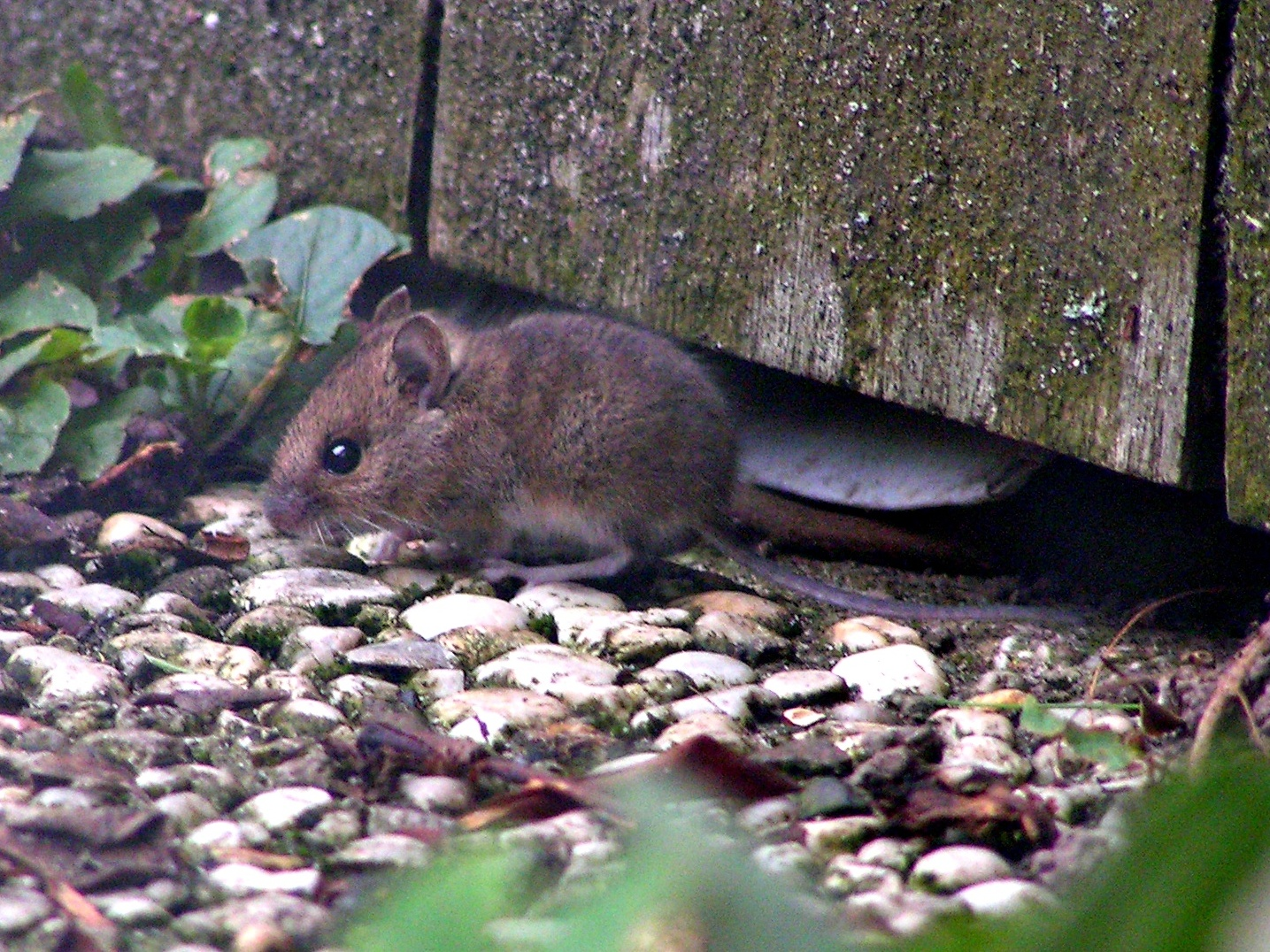
Un topo selvatico in ambiente rurale.

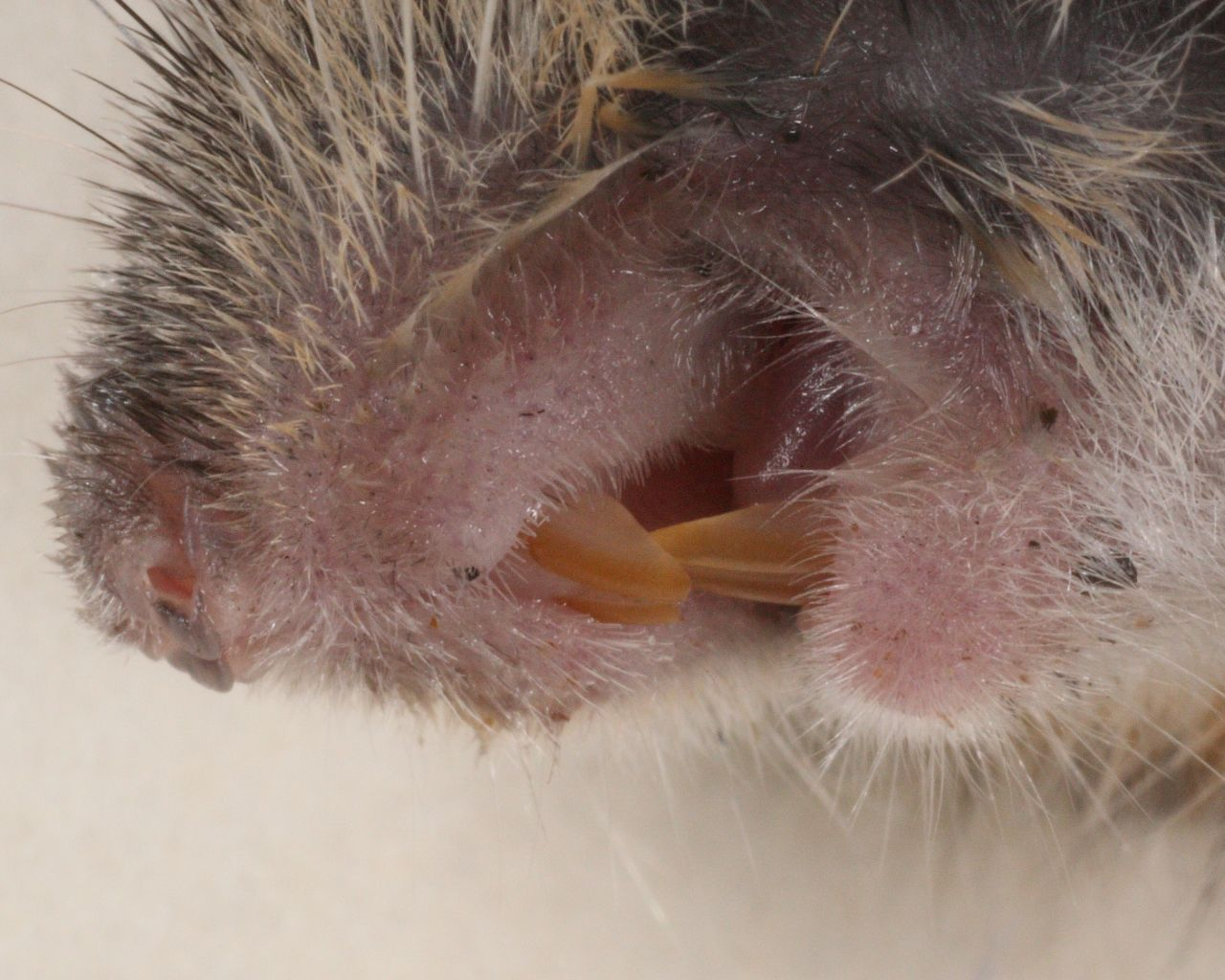
Assenza della tacca nei denti anteriori superiori

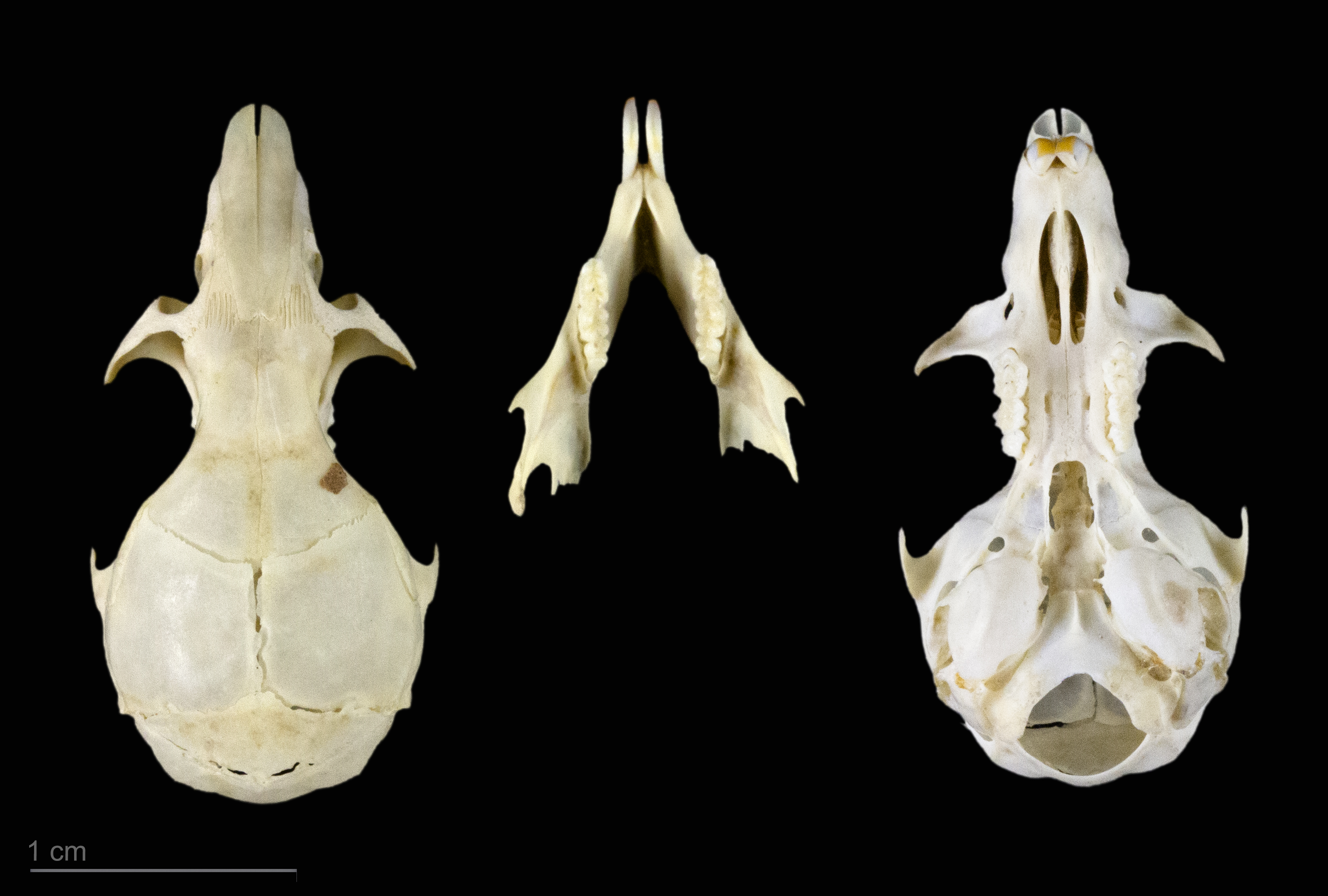
Apodemus sylvaticus - Museo di Tolosa

Il pelo è marrone-brunastro chiaro con parti ventrali e zampe bianche; a volte è presente sia sui fianchi che sul petto una macchia gialla. Gli occhi sono grandi e neri, le orecchie arrotondate, glabre e membranacee, le zampe posteriori nettamente più lunghe di quelle anteriori.
Si differenzia dalle assai affini Apodemus alpicola e Apodemus flavicollis per la colorazione generalmente più omogenea e meno tendente al rossiccio e per le orecchie e la coda in proporzione leggermente più piccole, in particolare quest'ultima nel topo selvatico comune raramente supera in lunghezza le dimensioni del corpo. Se un topo selvatico viene catturato per la coda, è in grado di spezzarne rapidamente l'estremità, che però non ricrescerà mai più.

## Biologia
Si tratta di animali perlopiù notturni, anche se non è raro vederli anche in pieno giorno. Si dice che vivano in colonie a base familiare: quando si va a eliminare il sottobosco (ad esempio con operazioni di pota o falciatura), infatti, è frequente osservarne dei gruppi anche molto numerosi. Che viva o meno in colonia, comunque, esso tende a formare gruppi familiari, ciascuno dei quali delimita un proprio territorio che ha un'estensione media di 1000 m2 (anche se sono stati misurati territori con estensione che va da 0,650 a 1,3 km²).
Nell'ambito del proprio territorio, i topi selvatici realizzano dei tunnel al di sotto dello strato di foglie morte che copre il terreno (sono infatti soprattutto abitatori di ecosistemi ben maturi), oltre che complicati sistemi di gallerie sotterranee che sboccano all'esterno con aperture del diametro di circa 4 cm. Tali gallerie solitamente convergono in nidi sotterranei che vengono foderati con erbe finemente triturate: essi vengono utilizzati sia per dormire che come nursery. Oltre ai nidi sotterranei, questi animali possono utilizzare, sia per dormirvi che come dispensa, anche nidi abbandonati di uccelli, situati a volte anche a considerevoli altezze dal suolo.
A volte i topi selvatici pongono dei mucchietti di pietre alti fino a 5 cm e larghi altrettanto in prossimità od addirittura al di sopra dell'entrata della tana, senza che tuttavia questi ne impediscano l'accesso. Lo scopo di tali monticelli di sassi è ancora ignoto: dopo un certo tempo i topi li distruggono, disperdendo casualmente le pietre su di un'area di svariati metri quadrati, ma se essi vengono distrutti da agenti esterni (osservatori molesti od incauti, predatori od agenti atmosferici), i topi riprenderanno gli stessi identici sassi per ricostruire il tumulo sopra o a lato della stessa entrata.
Per muoversi velocemente, i topi selvatici saltano spesso alla maniera dei canguri anche se, a differenza di questi, lo fanno appoggiando tutte e quattro le zampe sul terreno a ogni salto, che può superare facilmente il metro di lunghezza.

### Alimentazione

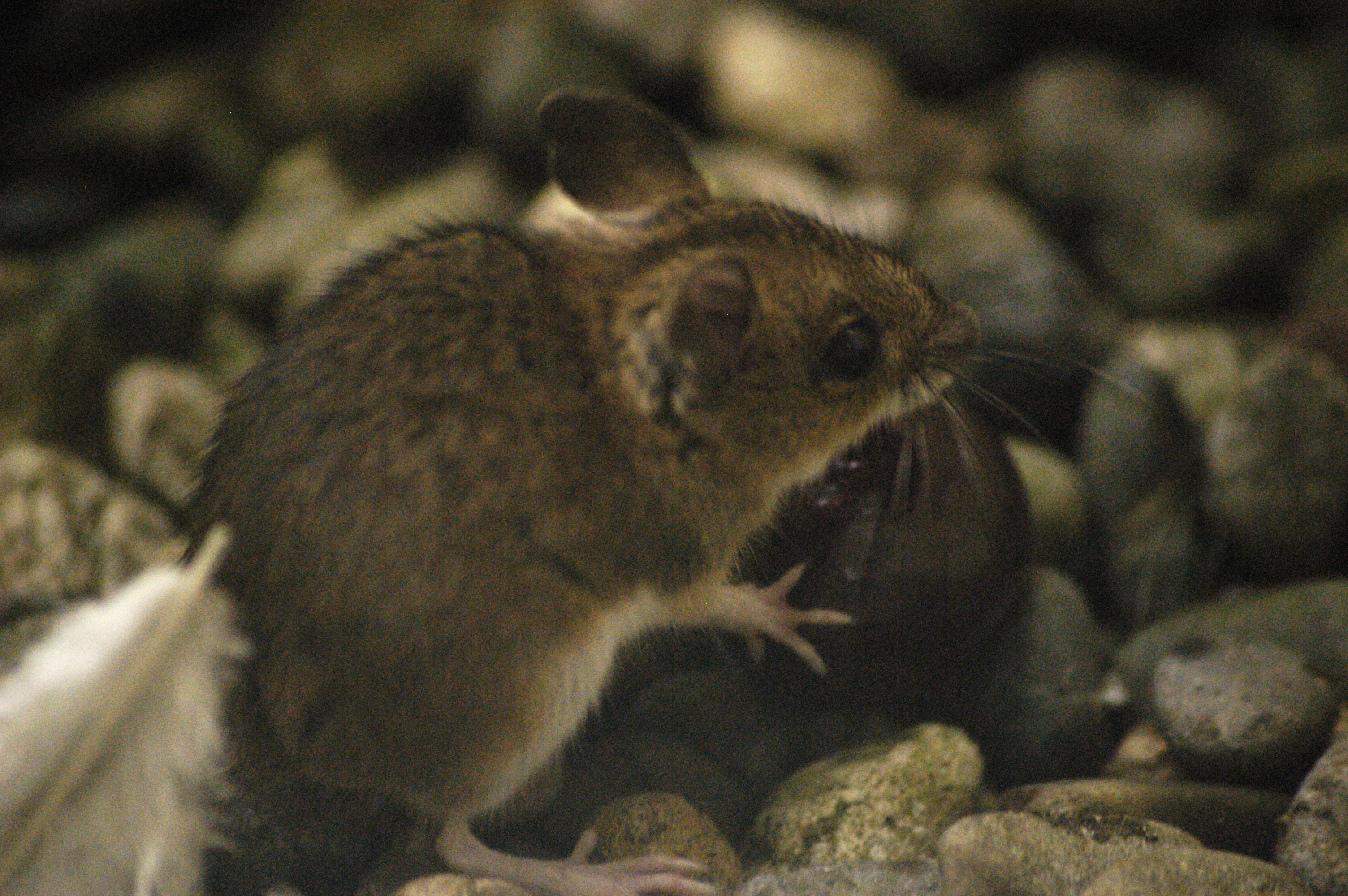
Un topo selvatico alle prese con una ciliegia.

La dieta di questi topi è composta principalmente di semi, cereali, ghiande, noci, frutta, gemme, funghi, insetti e anche di lumache. Aprono le nocciole rosicchiandole fino a ottenere un foro irregolare dalla parte non appuntita, mentre i gusci delle lumache vengono completamente macinati e ingeriti. I maschi mangiano più insetti e meno cibo vegetale delle femmine, mentre gli individui giovani si nutrono in prevalenza di gemme e di funghi e soltanto in minima parte di insetti.
Caratteristica comune di questi topi è quella di fare incetta di cibo, di qualsiasi genere, non appena questo diventa disponibile, sia che si tratti di nocciole che di ghiande o di vari tipi di bacche. Quando si trovano delle provviste di noccioline si pensa generalmente che sono gli scoiattoli ad averle nascoste, e in parte a ragione, poiché gli scoiattoli tendono anch'essi a nascondere sottoterra noci e anche ghiande: tuttavia lo scoiattolo sotterra il cibo singolarmente, mentre solo raramente sotterra dei mucchi di provviste. Al contrario, i topi sono soliti sotterrare il cibo in uno o più gruppetti, tanto è vero che se si sparpagliano le noci ritrovate in un nascondiglio su di un'area grande quanto il territorio di una famiglia di questi roditori, i topini si affanneranno a raccoglierle nuovamente e a riammucchiarle in poche ore, anche in pieno giorno.

### Riproduzione
La riproduzione ha inizio in marzo e prosegue fino a ottobre, e anche durante l'inverno se questo è mite. Le punte massime però si hanno in luglio e agosto. Dopo un periodo di gestazione di 25-26 giorni, la femmina partorisce fino a 6 piccoli, ciechi, che dopo 16 giorni sono già pronti per lasciare il nido e a 21 giorni sono svezzati. Succede così di vedere i piccoli, che hanno appena imparato a camminare, correre appresso alla madre, continuando a succhiarle il latte. È facile perciò vedere una femmina che cammina con due o tre piccoli appesi ai capezzoli, portandone anche uno in bocca, senza sembrare minimamente impacciata. Ogni femmina può avere cinque nidiate l'anno e i piccoli cominciano a riprodursi quando hanno appena cinque mesi.

### Predatori
Vari sono i mammiferi e gli uccelli che si nutrono di questi topi, da varie specie di civette a donnole, ermellini, volpi e altri carnivori di medie e piccole dimensioni; anche i corvi mangiatori di carogne non disdegnano la loro carne.